# سالم بن ثويني بن سعيد
سالم بن ثويني بن سعيد البوسعيدي (1845- 1876م) سلطان مسقط وعمان من 1282 - 1285هـ /1866-1868م، كان الابن البكر لوالده حاكم مسقط، ثويني بن سعيد بن سلطان.

## تنصيبه حاكمًا
أعلن نفسه حاكما بعد قتله لوالده، ورجا أن يجتمع عليه الناس لينصبوه إماما حسبما وعدوه، ولكنه لم ير منهم إلا الإعراض لأنهم كرهوه بعد قتله أباه. إلا أنه وجد تعاطفا من بعض قبائل الغافرية التي تدعم الدولة السعودية الثانية بقيادة الأمير السديري في منطقة البريمي. ذهب إلى مسقط فجمع رؤساء القبائل والعلماء وأعطاهم وعودًا بمشورتهم ومشاركتهم بأمر الدولة واتفاقاً على برنامج والده بتصفية النجديين بواحة البريمي فوافقوه على السلطان وأقروه، ولبث في الحكم سنتين وبضعة أشهر حتى ثاروا عليه بعدما لم يفِ بوعوده.

## تحالفه معالدولة السعودية
تحالف مع الدولة السعودية الثانية وتقرب منهم وقام بمضايقة علماء الإباضية وأصدر قرارًا بالقبض على أحدهم، وقد تحالف عليه علماء على رأسهم الشيخ سعيد بن خلفان الخليلي وثاروا عليه، فاستنجد السلطان بالبرتغاليين ولكنهم خذلوه.

## العلاقة مع الفرس الإيرانيين
لم يكد سالم يخلف والده ثويني حتى أوقفت الدولة القاجارية في إيران العمل بعقد ايجار بندر عباس متذرعة في ذلك بتأخر حاكم بندر عباس في دفع الإيجار السنوي واقتصار سريان العقد على السيد سعيد وأبنائه فقط. تدخل الإنجليز في الأمر، غير أن الفرس أصروا على رفع قيمة الإيجار السنوي، فحاصر سالم بندر عباس في ربيع عام 1868م مما اضطر فارس إلى طلب المساعدة من الانجليز لفك الحصار.

## عزله
خلع من السلطة عام 1285هـ - 1868م ونفي إلى الهند، وتوفي بها عام 1876م. وتولى بعده عزان بن قيس الذي بويع في مسقط وصار إماما للبلاد.
| المناصب السياسية            | المناصب السياسية | المناصب السياسية         |
| --------------------------- | ---------------- | ------------------------ |
| سبقه ثويني بن سعيد بن سلطان | سلاطين عمان      | تبعه عزان بن قيس بن عزان |

## الهوامش
1. ↑  الخصوصي، بدر الدين عباس (1988). دراسات في تاريخ الخليج العربي الحديث والمعاصر. منشورات ذات السلاسل، الكويت.